# Aleksei Ilici Belski
Belski Aleksei Ilici (Бельский Алексей Ильич) (n. 1914 — d, 1970) a fost un colonel care a activat în Armata roșie, un cetățean de onoare al orașului Chișinău, considerat de bolșevici drept un Erou al Uniunii Sovietice.

## Biografie
În timpul Marelui Război Patriotic, a participat la „eliberarea din Belarus și Ucraina”, la ocupația Basarabiei de către Uniunea Sovietică, la Operațiunea Iași-Chișinău și la Bătălia Berlinului. În timpul luptelor pentru „eliberarea Chișinăului”  batalionul de sub comanda sa a ajuns primul în centrul orașului și în seara de 23 august 1944 a arborat steagul roșu pe ruinele unei clădiri la intersecția străzilor Lenin și Gogol (în prezent, Ștefan cel Mare si Bănulescu-Bodoni).

### La Chișinău
Pe 27 februarie 1945 Belsky a primit titlul de Erou al Uniunii Sovietice. După război, a trăit în Chișinău, unde a fost înmormântat în cimitirul central. În 1970 cu numele său a fost denumită o stradă, la Botanica. După prăbușirea URSS, această stradă a fost numită Cuza-Vodă în onoarea domnitorului care a unit Moldova cu Țara Românească.